# Leptopyrgota ensifera
Leptopyrgota ensifera är en tvåvingeart som beskrevs av Georges Bernardi 1992. Leptopyrgota ensifera ingår i släktet Leptopyrgota och familjen Pyrgotidae. Inga underarter finns listade i Catalogue of Life.